# 横山まさみち
横山 まさみち（よこやま まさみち、男性、1930年4月29日 - 2003年10月14日）は、日本の漫画家。代表作は『やる気まんまん』。

## 人物
愛知県名古屋市出身。本名：横山正雄。愛知県立明和高等学校卒。
1950年、明治大学在学中に『ウサギのかごや』でデビューし主に貸し本漫画を多数執筆。1960年代頃からは横山プロダクションを立ち上げ、自身やアシスタントの作品を発表すると同時に、活動の場を少年週刊誌や月刊誌、少女雑誌に広げて活躍した。
1970年代に入って貸本が廃れてくると活動の場を少年誌から成年誌に変えて執筆するようになった。少年向け劇画作家から成年向けアダルトコミックに転身し成功した一人で、日刊ゲンダイに連載した、男性器をオットセイに、女性器を貝に擬したアダルトコミックで一般にもよく知られていた。主人公は、やや太めガッチリ体型で丸顔のキャラクターに固定されており、コミカルな中に美しい叙情性も織り込んだ作風で根強い人気を誇った。ヒロインの美女は、横山の絵柄とは異なる少女マンガ風のものであり、アシスタントの松尾啓子が担当したという。そうしたアダルトコミックを執筆する一方で、硬派な歴史漫画なども執筆している。
2003年10月14日、前立腺がんのため死去。73歳没。朝日新聞社の雑誌『AERA』では、オットセイの解説付きで死を悼む記事が掲載された。

## 作品リスト
- あぁ青春
- ああ昭和（原作：棟田博）
- 拳豪伝（原作：津本陽）
- コミック西郷隆盛（原作：林房雄）
- コミック太平記（原作：吉川英治）
- 奥州藤原四代（原作：今東光）
- コミック真田幸村（原作：宮崎惇）
- コミックス春日局（原作：早乙女貢）
- 黒部の太陽（原作：木本正次）
- どくろ検校（原作：横溝正史）
- 進め青春
- 坂本龍馬（原作：山岡荘八）
- 天下御免 その首頂戴
- どてらい男（ヤツ）（原作：花登筺）
- 人間魚雷 回天（原作：高久進）
- マイティジャック
- やる気まんまん（原作：牛次郎）
- それいけ大将
- てんぐ大将
- めくらまし（原作：西村寿行『幻戯』）
- 悩殺あそび（原作：泉大八）
- セクシー探偵 クリットにおまかせ（原作：江利安武）
- 色暦かぞえうた
- 推理・探偵傑作シリーズ 全25巻（カバーデザイン・挿絵、横山プロダクション共同クレジット、あかね書房）

## アシスタント
- バロン吉元
- たがわ靖之
- 藤原栄子
- 制野秀一
- とんぼはうす（勘崎順次）